# Бапы хан
Бапы-хан — персонаж казахской мифологии. Змеиный царь подземного мира. 
Главный злодей сказки «Ер Төстік». В сказке «Джигит в змеиной коже» (каз. Жылан қабықты жігіт) выступает как положительный герой (помогает главному герою, даря ему оружие и броню из змеиной кожи). У казахов с давних времен существовал культ Змея, в то время как многие народы имели змееборческие представления, как, например, те же индоевропейцы.
У казахов почитается как покровитель кузнецов и металлургов.